# Bitwa nad Maricą
Bitwa nad rzeką Maricą – starcie zbrojne, które miało miejsce 26 września 1371 roku pomiędzy koalicją antyturecką składającą się z chrześcijańskich władców bałkańskich (Bułgarii, Serbii, Bośni, Węgier i Wołoszczyzny) a wojskami osmańskimi pod dowództwem Lali Şahina Paşy.
Armia chrześcijańska liczyła 60 000 ludzi. W pobliżu rzeki Maricy koło Adrianopola wojska koalicji napotkały siły tureckie stacjonujące w Rumelii. Turkom, mimo że ich siły wynosiły zaledwie 15 000 ludzi, udało się zaskoczyć chrześcijan. Pod osłoną nocy zaatakowali obóz przeciwnika, zabijając wielu z nich. Klęska chrześcijan była całkowita. Poległ m.in. król Serbii Wukaszyn i jego brat Ugliesz.
Zwycięstwo nad rzeką Maricą pozwoliło Osmanom na zajęcie Macedonii, zwasalizowanie południowej Serbii i potwierdzenie zwierzchnictwa nad Bułgarią.